# IC 2618
IC 2618 ist ein Doppelstern im Sternbild Kleiner Löwe auf der Ekliptik, den der Astronom Guillaume Bigourdan am 15. April 1896 fälschlich als IC-Objekt beschrieb.